# Trouble Town
Trouble Town es el primer sencillo del cantante y compositor británico Jake Bugg de su álbum debut homónimo (2012). Fue lanzado en modo de descarga digital en el Reino Unido el 4 de marzo de 2012.
"Trouble Town" es el tema que abre o sirve de opening de la serie de la BBC Happy Valley emitida entre los años 2014 y 2016.

## Vídeo Musical
Un vídeo musical para acompañar el lanzamiento de la canción fue lanzado en YouTube el 27 de enero de 2012, fue dirigido por Michael Holyk y grabado en Nottingham, Reino Unido la ciudad natal de Jake Bugg, este fue grabado con una Super 8mm, también Michael Holyk grabó el video de Lightning Bolt.

## Listas de Popularidad
| Lista (2012)                                | Posición |
| ------------------------------------------- | -------- |
| Bélgica (Flandes) (Ultratip Bubbling Under) | 67       |